# Olivier Sorlin
Olivier Sorlin (Saint-Étienne, Francia, 9 de abril de 1979), futbolista francés. Juega de mediocampista y su actual equipo es el Évian FC de la Ligue 1 de Francia.

## Selección nacional
Ha sido internacional con la Selección de fútbol de Francia Sub-21.

## Clubes
| Club             | País    | Año       |
| ---------------- | ------- | --------- |
| ASOA Valence     | Francia | 1997-1999 |
| Montpellier HSC  | Francia | 1999-2002 |
| Stade Rennes     | Francia | 2002-2005 |
| AS Mónaco        | Francia | 2005-2006 |
| Stade Rennes     | Francia | 2006-2008 |
| PAOK Salónica FC | Grecia  | 2009-2010 |
| Évian FC         | Francia | 2010-     |

## Palmarés

### Campeonatos nacionales
| Título  | Club                     | País    | Año  |
| ------- | ------------------------ | ------- | ---- |
| Ligue 2 | Évian Thonon Gaillard FC | Francia | 2011 |